# Яснобродовка
Яснобродовка (укр. Яснобродівка) — село в Покровском районе Донецкой области Украины. До 17 июля 2020 года в составе Ясиноватского района.
Население по данным всеукраинской переписи 2001 года составляло 70 человек.